# クロスタース

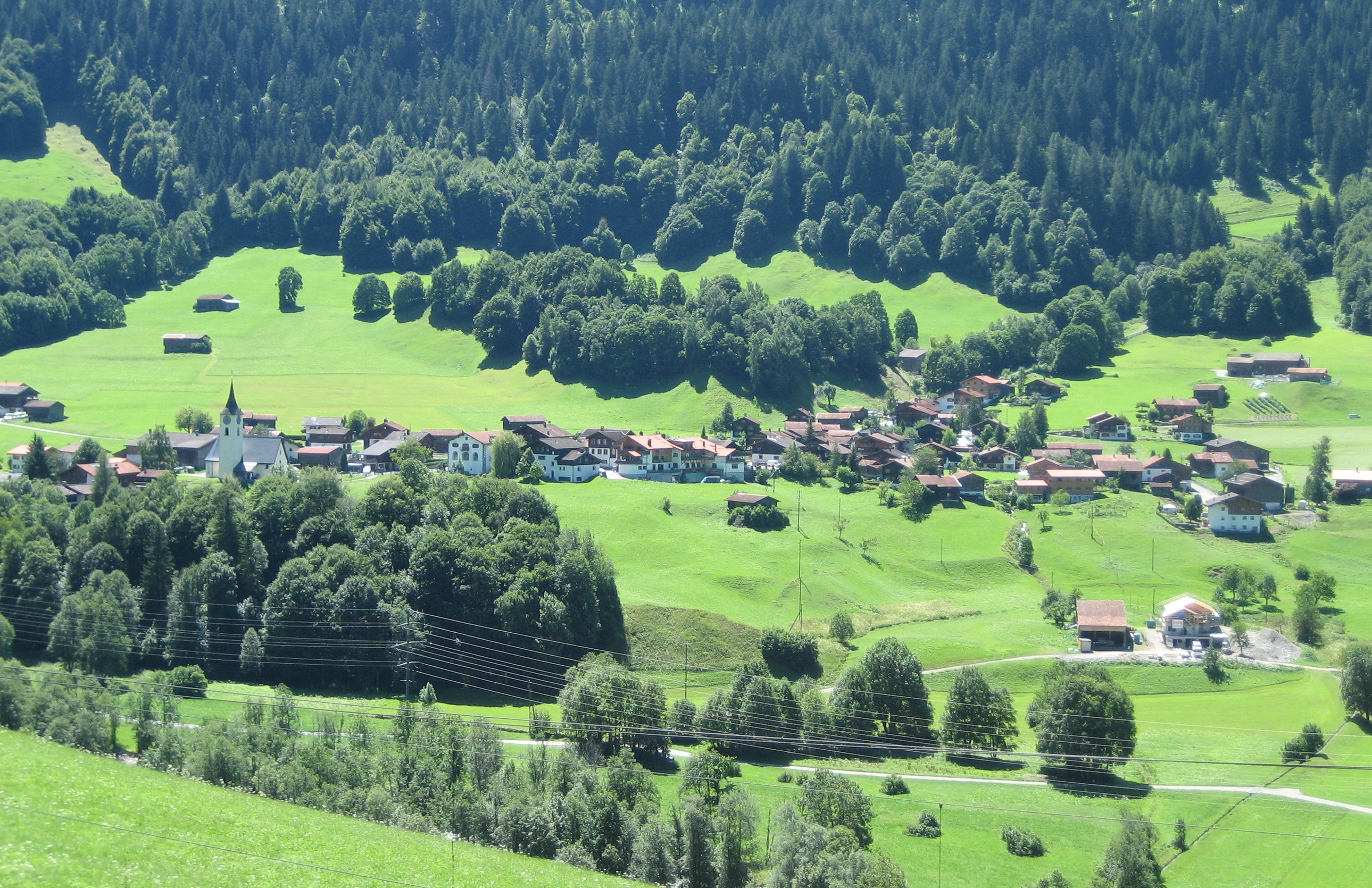

クロスタース (Klosters) は、スイス東部、グラウビュンデン州にある基礎自治体である。正式名称は Klosters-Serneus。プレッティガウ谷の東端に位置し、オーストリア国境が近い。ランドクアルトやダヴォスとクロスタースの間をスイス最大級の私鉄・レーティッシュ鉄道が運行している。
人口は約4000人（2010年現在）。グラウビュンデン州有数の山岳リゾート地として知られ、冬はスキー、スノーボードをはじめとする各種ウィンタースポーツ、夏はハイキング、マウンテンバイク、ゴルフなどが盛んに行わる。南に隣接するダヴォスとは観光マーケティングの提携関係にある。
山岳リゾートとして100年以上の歴史を持ち、英国のチャールズ3世（当時皇太子）が冬の休暇を好んで過ごした地として有名である。英国王室に加え、ポール・ニューマン、グレゴリー・ペック、ユル・ブリンナーなど、ハリウッドのトップスターも好んでクロスタースに滞在した。